# Encentrum salinum
Encentrum salinum är en hjuldjursart som beskrevs av Dartnall 1997. Encentrum salinum ingår i släktet Encentrum och familjen Dicranophoridae. Inga underarter finns listade i Catalogue of Life.